# József Sas
József Sas (pronunciado [ˈjo:ʒɛf ʃɒʃ], /ióyef shosh/; nacido József Polacsek; Békéscsaba, 3 de enero de 1939 - Budapest, 17 de enero de 2021) fue un actor, comediante y director de teatro húngaro. Fue director del Teatro Mikroszkóp de 1985 a 2009.

## Biografía
József Sas nació en una familia de origen judío como hijo de Izidor Polacsek, que era actor bajo el nombre artístico de Imre Sas. Su padre fue deportado al campo de concentración de Auschwitz, donde fue asesinado en 1944.
Sas terminó la escuela privada de teatro de Kálmán Rózsahegyi en 1957. A partir de entonces se unió al Teatro Kisfaludy Károly en Győr. Fue miembro del Teatro Jókai del condado de Békés desde 1958, del Teatro nacional de Pécs desde 1959, del Conjunto de Arte del Ejército Popular Húngaro desde 1960 y del Teatro Katona József de Kecskemét desde 1966. Se unió al Teatro Mikroszkóp de Budapest en 1973, el teatro de cabaret más influyente de la Hungría socialista. Se desempeñó como director de teatro desde 1985 hasta 2009. En esta capacidad, Sas fue un colaborador habitual de la radio y la televisión de cabaret, lanzó varios álbumes importantes y fue el autor e intérprete de varias noches en solitario.

## Cargo criminal
En junio de 2009, József Sas fue condenado legalmente a un año de prisión con dos años de libertad condicional y una multa de 300.000 HUF por siete cargos de fraude fiscal, por lo que, aunque nominado para el Premio Kossuth en ese año, la presentación fue retirada. Según los datos de la fiscalía, entre 1998 y 2001 no pagó alrededor de 35 millones de HUF como impuesto, y también fue un deudor con una contribución de salud de 7 millones de HUF y una contribución a la seguridad social de 4 millones de HUF, por un total de 46,1 millones de HUF. Sas dimitió de su puesto de director tras el veredicto.

## Vida personal
Sas se casó con Zsuzsa Komjáti en 1977. Tuvieron una hija Ágnes y un hijo Tamás.
József Sas anunció su retiro de la representación teatral en noviembre de 2018, debido al deterioro de su salud. Estaba de vacaciones con su esposa en Tailandia a principios de 2019, cuando tuvo un accidente cerebrovascular bilateral severo. Un avión especial lo trasladó a Hungría para recibir tratamiento médico adicional. Fue tratado durante meses en el instituto de rehabilitación de Budakeszi, luego en el Hospital de Caridad de la Federación de Comunidades Judías Húngaras (Mazsihisz).
A finales de 2020, Sas se infectó durante la pandemia de COVID-19 en Hungría. Falleció el 17 de enero de 2021, por complicaciones del COVID-19.